# Metereca kivuana
Metereca kivuana is een hooiwagen uit de familie Assamiidae.